# Hayri Ündül
Hayri Ündül (* 1929 in Muğla; † 25. November 2014 in Izmir) war ein türkischer Generalleutnant des Heeres (Türk Kara Kuvvetleri), der unter anderem zwischen 1976 und 1978 erster Kommandeur der Streitkräfte der Türkischen Republik Nordzypern (KKTC Güvenlik Kuvvetleri Komutanlığı) sowie von 1986 bis 1988 Direktor des Nationalen Nachrichtendienstes MIT (Millî İstihbarat Teşkilâtı) war.

## Leben
Ündül absolvierte nach dem Schulbesuch eine Offiziersausbildung an der Heeresschule (Kara Harp Okulu), die er 1950 als Fähnrich (Asteğmen) abschloss. Im Anschluss fand er Verwendungen als Offizier und Stabsoffizier in zahlreichen Einheiten des Heeres. Nach seiner Beförderung zum Brigadegeneral (Tuğgeneral) wurde er am 10. September 1976 erster Kommandeur der Streitkräfte der Türkischen Republik Nordzypern (KKTC Güvenlik Kuvvetleri Komutanlığı) nach der bei der Operation Atilla erfolgten Besetzung des Nordens der Insel Zypern durch die Türkei am 20. Juli 1974. Auf diesem Posten verblieb er bis zu seiner Ablösung durch Generalmajor Attila Erdoğan am 26. August 1978. Nach weiteren Verwendungen wurde er 1980 zum Generalmajor (Tümgeneral) befördert.
Nach seiner Beförderung zum Generalleutnant (Korgeneral) wurde Ündül 1985 zunächst Kommandierender General des VII. Korps (VII. Kolordu) in Diyarbakır und im Anschluss am 5. September 1986 Nachfolger von Generalleutnant Burhanettin Bigalı als Direktor des Nationalen Nachrichtendienstes MIT (Millî İstihbarat Teşkilâtı). Diese Funktion übte er bis zu seinem Eintritt in den Ruhestand am 29. August 1988 aus, woraufhin Generalleutnant Teoman Koman sein Nachfolger wurde.